# Alexis de Tocqueville
Pour les articles homonymes, voir Tocqueville.
Pour les autres membres de la famille, voir Famille Clérel de Tocqueville.
Alexis-Charles-Henri Clérel, comte de Tocqueville, couramment Alexis de Tocqueville, né le 29 juillet 1805 à Paris et mort le 16 avril 1859 à Cannes, est un magistrat, écrivain, historien, académicien, philosophe, voyageur, politologue, précurseur de la sociologie et homme politique français.
Né dans une vieille famille de la noblesse de Normandie, il suit des études de droit et devient magistrat en 1827. Dès 1825, il est persuadé que la poussée démocratique en France est inéluctable. En 1831, il obtient une mission du ministère pour aller étudier le système pénitentiaire américain, ce qui constitue son passeport pour aller découvrir les États-Unis et comprendre ce qu'il tient pour le meilleur exemple disponible de démocratie. De ce séjour qui dure près de dix mois, il tire De la démocratie en Amérique, une analyse du système démocratique en général (de ses vertus, de ses risques et de sa dynamique) et de son illustration particulière américaine, qui connaît un immense succès à sa publication en 1835 et 1840. Cela lui vaut d'être élu à l'Académie des sciences morales et politiques à seulement trente-trois ans, puis à l'Académie française à trente-six.
Il se présente aux élections législatives de 1839 et est élu député de Valognes, dans la Manche où se trouve le château familial des Tocqueville et où il sera réélu jusqu'au coup d'État de Louis-Napoléon Bonaparte en décembre 1851. Il se positionne au centre gauche. Il voudrait jouer un rôle au premier plan, mais il n'est « ni un orateur spontané capable d'improviser, ni un leader capable de s'imposer à la Chambre ». « Je vaux mieux dans la pensée que dans l'action », reconnaît-il. Après la révolution de 1848, il est élu au suffrage universel à l'Assemblée constituante qui le charge, avec 17 autres membres de la rédaction de la constitution de la Deuxième République. Élu à l'Assemblée législative en 1849, il est ministre des Affaires étrangères du second gouvernement Barrot de juin à octobre. Il est aussi élu président du conseil général de la Manche, à la tête duquel il reste jusqu'en 1852, date à laquelle il démissionne, refusant de prêter serment au nouvel empereur.
Adversaire déterminé du régime issu du coup d'État de Louis-Napoléon Bonaparte, il se retire de la vie politique et consacre les cinq dernières années de sa vie aux recherches qui aboutissent à sa seconde grande œuvre, L'Ancien Régime et la Révolution, dans laquelle il cherche à comprendre l'origine et l'enchaînement des événements qui conduisirent à la Révolution. Il voit dans la Révolution l'accélération d'une évolution déjà engagée sous l'Ancien Régime qui se poursuit.

## Biographie

### Origines familiales
Né à Paris le 29 juillet 1805 dans une famille légitimiste de la vieille noblesse normande, Alexis de Tocqueville compte plusieurs aïeux illustres. Par son père, il appartient à la noblesse d'épée — l'un de ses ancêtres, Guillaume Clarel, est un des compagnons d'armes de Guillaume le Conquérant —, par sa mère qui est la petite-fille de Malesherbes, ministre et avocat de Louis XVI, à la noblesse de robe. La sœur de sa mère a épousé Jean-Baptiste de Chateaubriand, frère aîné de l'écrivain François-René de Chateaubriand (le couple sera guillotiné pendant la Terreur, laissant deux orphelins qui seront élevés par Hervé de Tocqueville et sa femme). Alexis est le benjamin de la famille : ses deux frères, Hippolyte (1797-1877) et Édouard (1800-1874), embrasseront tous deux une carrière militaire puis politique.
Ses parents, Hervé Clérel de Tocqueville, comte de Tocqueville, cavalier de la garde constitutionnelle du Roi Louis XVI, et Louise Madeleine Le Peletier de Rosanbo, se refusent à émigrer et sont emprisonnés sous la Terreur. Ils évitent la guillotine in extremis grâce à la chute de Robespierre le 9 thermidor an II (27 juillet 1794), la veille de la date prévue pour leur exécution. Sa mère en resta très atteinte.
Hervé de Tocqueville s'installe d'abord à Malesherbes puis en mai 1794 au château de Verneuil-sur-Seine, « héritage d'échafaud » qui avait appartenu à madame de Sénozan, sœur de Malesherbes, exécutée en même temps que lui. Il est le tuteur des enfants de Jean-Baptiste de Chateaubriand qu'il élève avec les siens,. Le 10 septembre 1804, il est nommé maire de la ville. À la Restauration, il entame une carrière préfectorale favorisée par sa proximité avec le parti ultra-royaliste et qui s'achève en 1828, quand il devient pair de France.

### Formation
Son père ayant été nommé préfet de la Moselle en 1817, Alexis fréquente le collège Royal de Metz. Il y poursuit ses études jusqu'à l'obtention de son baccalauréat en 1823. À dix-sept ans, il a un enfant naturel avec la couturière de la préfecture.

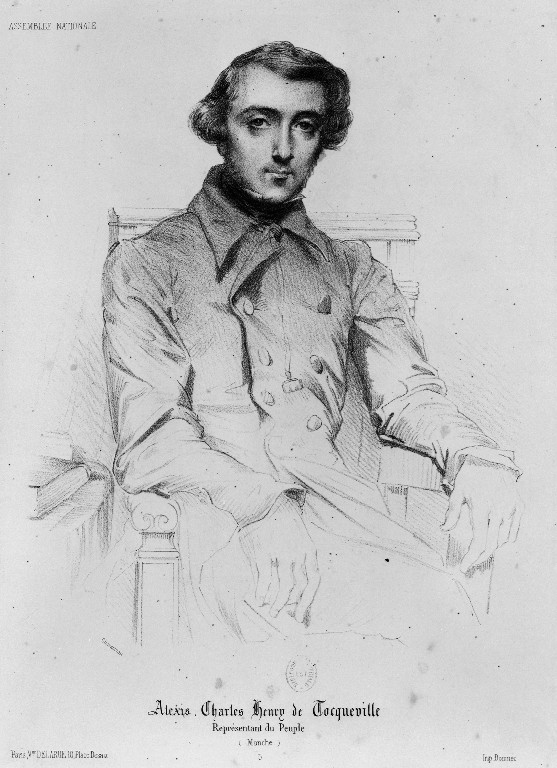
Alexis Charles Henry de Tocqueville, Représentant du Peuple par Théodore Chassériau.

Bachelier en 1823, il est licencié en droit en 1826. Il assiste assidûment aux conférences de François Guizot de 1828 à 1830 et, sous son influence, se rapproche des libéraux.

### Étude de la démocratie en Amérique
Il est alors nommé juge auditeur le 5 avril 1827 au tribunal de Versailles, où il rencontre Gustave de Beaumont, substitut. En 1830, après avoir prêté à contrecœur serment comme magistrat au nouveau régime de la monarchie de Juillet, tous deux sont envoyés aux États-Unis en 1831 pour y étudier le système pénitentiaire américain. Pour Tocqueville, il s'agit surtout d'étudier la démocratie américaine comme il l'écrit dans l'introduction de la première Démocratie. Tocqueville est en particulier avide de rencontrer une « grande république », libérale et fédérale. Ils embarquent au Havre le 2 avril 1831 avec des compagnons de voyage en majorité américains et séjournent près de 10 mois, rembarquant de New York le 20 février 1832. Ils y rencontrent des membres de la société américaine, des Français du Canada et du Mississippi, et de nombreuses personnalités, parmi lesquelles le procureur général de l'État de Louisiane, Étienne Mazureau, qui leur fournit un grand nombre d'informations sur le plan juridique, mais aussi sociologique, démographique et linguistique.
Ils tireront de ce voyage un rapport intitulé Du système pénitentiaire aux États-Unis et de son application, qui paraît en 1833, dans lequel ils portent un jugement global sur la capacité des pénitenciers à réformer les criminels qui y sont enfermés. Gustave de Beaumont en tire aussi un roman, Marie ou l'esclavage aux États-Unis, paru en 1835.
Début septembre 1836, Alexis de Tocqueville effectue avec son épouse un voyage en Suisse via Metz, Strasbourg et Bâle. Ils arrivent à Berne au moment où se réunit la diète fédérale (24 juillet), ce qui lui permet de compléter ses observations sur le fédéralisme. Après un séjour dans la station thermale de Baden, ils repartent pour la France via Lucerne, Interlaken et Genève.
Tocqueville s'attelle à l'écriture de la première de ses deux grandes œuvres, De la démocratie en Amérique, dont le premier volume paraît en 1835 et le second en 1840. L'ouvrage rencontre un énorme succès dès le premier tome. Celui-ci lui vaut d'être fait chevalier de la Légion d'honneur en 1837, et d'être élu à l'Académie des sciences morales et politiques en 1838 puis à l'Académie française en 1841, à seulement trente-six ans.

### Carrière politique
À la même époque, il entame une carrière politique en étant élu député de la Manche (Valognes) en 1839, siège qu'il conserve jusqu'en 1851. Se positionnant initialement à gauche il défendra au Parlement ses positions anti-esclavagiste et libre-échangiste, et s'interrogera sur la colonisation, en particulier en Algérie. Il soutient cette entreprise tout en exposant les conditions d'une « colonisation durable et satisfaisante ». Ce « libéral-conservateur » se fera aussi témoin du « rapetissement universel » emporté par la promotion au pouvoir d'une classe moyenne « ne songeant guère aux affaires publiques que pour les faire tourner au profit de ses affaires privées » (Souvenirs). Il fit en outre partie de la Société d'Économie Charitable, réunion de députés catholiques sociaux, pour la plupart légitimistes.
En 1842, il est élu conseiller général de la Manche par le canton jumelé de Montebourg/Sainte-Mère-Église, qu'il représente jusqu'en 1852. En 1846 il participe à la fondation du groupe de la Jeune Gauche en rédigeant la partie économique et sociale du programme. Ce groupe représente un mouvement réformiste de la Monarchie de Juillet qui avortera. Le 6 août 1849 il est élu au second tour de scrutin (par 24 voix sur 44 votants) président du conseil général, fonction qu'il occupe jusqu'en 1851.
Dans ses Souvenirs, il rappelle le discours qu’il tint devant les députés le 29 janvier 1848 afin de les alerter sur le climat délétère :

« Est-ce que vous ne ressentez pas, par une sorte d'intuition instinctive qui ne peut pas s'analyser, mais qui est certaine, que le sol tremble de nouveau en Europe ? Est-ce que vous ne sentez pas… que dirais-je ?… un vent de révolution qui est dans l'air ? […] Je parle ici sans amertume, je vous parle, je crois, même sans esprit de parti ; j'attaque des hommes contre lesquels je n'ai pas de colère, mais enfin, je suis obligé de dire à mon pays ce qui est ma conviction profonde et arrêtée. Eh bien ! ma conviction profonde et arrêtée, c'est que les mœurs publiques se dégradent ; c'est que la dégradation des mœurs publiques vous amènera dans un temps court, prochain peut-être, à des révolutions nouvelles. Est-ce donc que la vie des rois tient à des fils plus fermes et plus difficiles à briser que celle des autres hommes ? »

Après la chute de la Monarchie de Juillet, Tocqueville est élu à l'Assemblée constituante de 1848. C'est une personnalité éminente du parti de l'Ordre, un parti pourtant résolument conservateur. Même s'il a envisagé au sein de la Jeune Gauche un programme économique et social très avancé, il est totalement opposé aux bouleversements qu'amènerait le socialisme. Prenant conscience du poids de la classe ouvrière et de l'émergence du socialisme avec la Révolution française de 1848, qu'il considère comme une trahison de la révolution de 1789, il approuvera la répression des Journées de Juin.
Il est membre de la Commission chargée de la rédaction de la Constitution française de 1848. Il y défend surtout les institutions libérales, le bicamérisme, l'élection du président de la République au suffrage universel, et la décentralisation. Il est élu en 1849 à l'Assemblée législative, dont il devient l'un des vice-présidents. Dans les débats précédant l'adoption d'une constitution pour la seconde république, Il dénonce « l’irresponsabilité » des républicains qui souhaitent reconnaitre le droit de vote des domestiques, des soldats et des pauvres.
Hostile à la candidature de Louis-Napoléon Bonaparte à la présidence de la République, lui préférant Cavaignac, il accepte cependant le ministère des Affaires étrangères entre juin et octobre 1849 au sein du deuxième gouvernement Odilon Barrot. Opposé au Coup d'État du 2 décembre 1851, il fait partie des parlementaires (dont Berryer et Lanjuinais) qui se réunissent à la mairie du Xe arrondissement et votent la déchéance du président de la République. Incarcéré à Vincennes, puis relâché, il quitte la vie politique. Il reste jusqu'à sa mort un opposant déterminé au régime issu du coup d'État. Le 14 janvier 1852, il adresse même une lettre à Henri d'Artois, comte de Chambord, lui conseillant d'incarner une monarchie constitutionnelle moderne et de devenir, face au césarisme renaissant, le champion des libertés.

### Vie personnelle
En 1836, il se marie à une Anglaise vivant en France, Mary Mottley, qu'il connaît depuis 1828. Il se décide à l'épouser malgré l'opposition de sa famille et de ses amis, qui lui conseillent une union plus appropriée qu'avec cette étrangère roturière et protestante, mais son expérience américaine l'a convaincu qu'un mariage est affaire de cœur et non de convenance. Le couple n'aura pas d'enfant.

### Mort

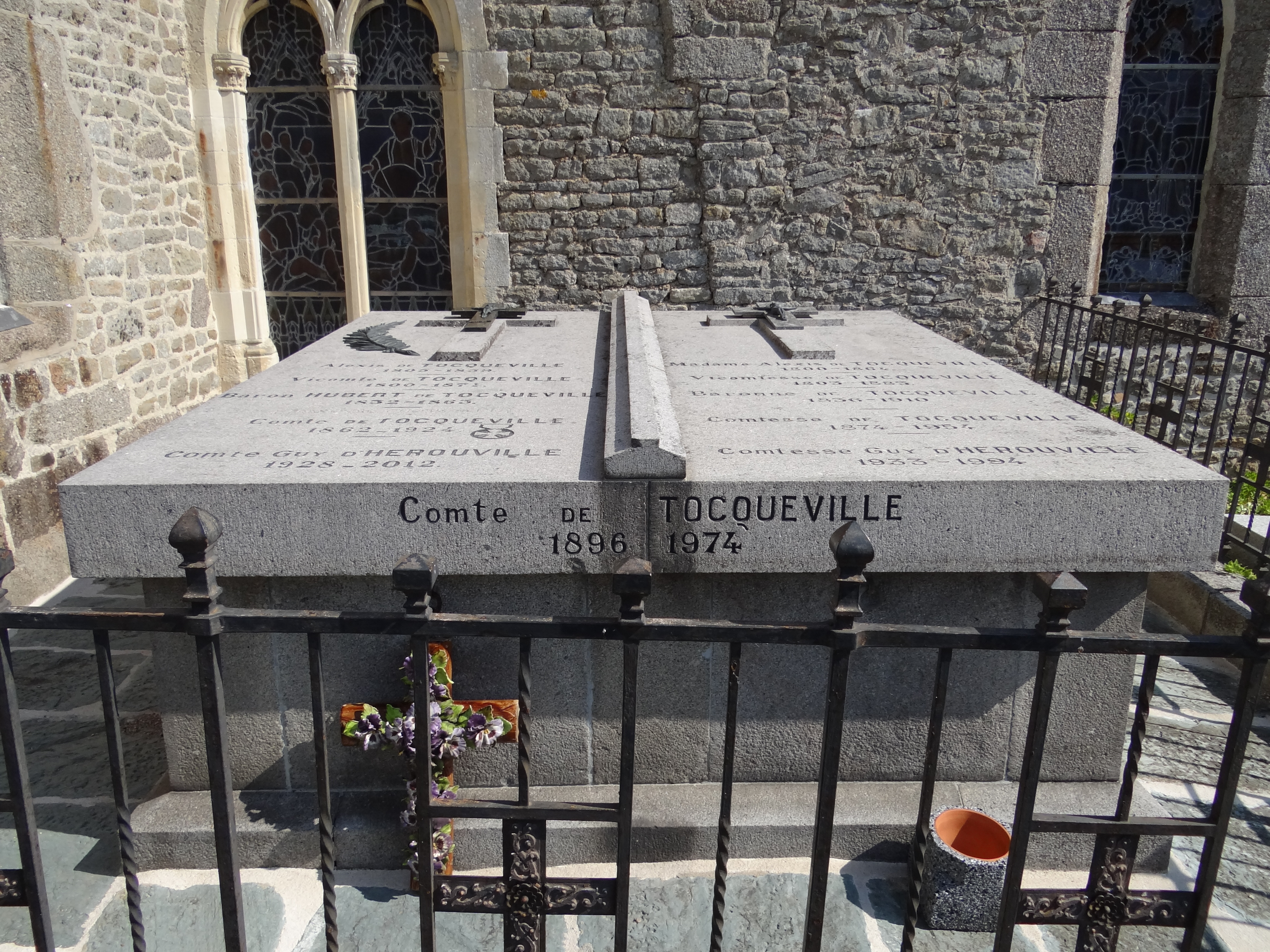
Le tombeau d'Alexis de Tocqueville au cimetière de Tocqueville (Manche).

Il meurt le 16 avril 1859, à la Villa Montfleury à Cannes, où il s'était retiré six mois plus tôt avec sa femme pour soigner sa tuberculose. Il est enterré au cimetière de Tocqueville.

## Pensée

### La démocratie aux États-Unis
Tocqueville publie De la Démocratie en Amérique, qui paraît en deux volumes en 1835 et 1840. Cette œuvre fondée sur ses voyages aux États-Unis (1831-1832), sous le président Jackson, est une base pour les fondements de la démocratie américaine au cours du XIXe siècle et les caractéristiques de la démocratie moderne.
Dans le contexte de ce voyage, Tocqueville a aussi consulté une documentation dont on peut citer trois ouvrages essentiels : Le Fédéraliste par Alexander Hamilton, James Madison, et John Jay, puis James Kent (Commentaries on American Law) et Joseph Story (Commentaries on the Constitution of the United States), deux juristes aux opinions conservatrices. Ces ouvrages et commentaires ont comme point commun de défendre des positions fédéralistes.
Se fondant sur l'observation des interactions sociales et l'analyse de leurs déterminants et de leurs effets, Tocqueville défend la liberté individuelle et l'égalité en politique, les deux concepts étant à son sens indissociables, sauf à provoquer des effets très négatifs.

#### L'égalité
La première caractéristique de la société démocratique est l'égalité des conditions.
Elle ne signifie pas la suppression des disparités économiques. L'égalité dans les sociétés démocratiques implique que les classes ou tout autre ordre social ne déterminent pas à l'avance la position des individus. Il n'y a plus de hiérarchie sociale éternellement figée. Une société démocratique est en effet fluide. Les positions sociales ne sont pas égales, mais elles ne figent pas toute l'existence sociale des individus, ce qui signifie que dans une société démocratique, le statut social évolue.
L'égalité des conditions est « imaginaire », n'annulant pas l'inégalité économique, mais modifiant l'ensemble des relations entre les hommes, en faisant de l'égalité la norme.
L'égalité des conditions se redéfinit sans cesse et ne peut se dissocier de la dynamique sociale. Mais plus que d'égalité, il faut parler d'égalisation des conditions dans la perspective de l'ordre social démocratique.
Par exemple Tocqueville expose la relation qui s'établit entre un maître et son serviteur dans la société démocratique par rapport à celle qui règne dans la société aristocratique. Dans les deux cas il y a inégalité, mais dans l'ancienne société elle est définitive, alors que dans la société moderne elle est libre et temporaire. Libre car c'est un accord volontaire, que le serviteur accepte l'autorité du maître et qu'il y trouve un intérêt. Temporaire parce qu'il y a le sentiment désormais partagé entre le maître et le serviteur qu'ils sont fondamentalement égaux. Le travail les lie par contrat et, une fois celui-ci terminé, ils sont deux membres semblables du corps social. Les situations sociales peuvent être inégalitaires, mais elles ne sont pas attachées aux individus. Ce qui compte c'est l'opinion qu'en ont les membres de la société : ils se sentent et se représentent comme égaux, et le sont comme contractants.
L'égalité des conditions est donc une construction sociale, une représentation. C'est cette attitude mentale qui fait de l'homme démocratique un homme nouveau, dont les actes sont marqués par ce qui prend l'allure d'une évidence. L'égalité des conditions pour Tocqueville articule ce qui est de l'ordre du principe : absence de distinctions sociales fondées juridiquement, égalité des droits, sentiment collectif de l'égalité néanmoins « égalité imaginaire », car l'égalité civile peut tout de même coexister avec l'inégalité économique ou politique.
Paradoxalement, l'égalité des conditions, en fragilisant toutes les relations hiérarchiques de subordination (entre les maîtres et les serviteurs, les hommes et les femmes, les adultes et les enfants), tend à détruire les liens de dépendance, de protection que le monde aristocratique a pu préserver.
Mais pour Tocqueville, il y a quasi-équivalence entre la démocratie (au sens politique) et l'égalité des conditions. Il considère que tous les hommes possèdent comme attribut la liberté naturelle, c’est-à-dire la potentialité d'agir librement. La liberté se traduit dans la cité par l'égalité des droits civils et civiques. On fait référence ici à la liberté, c'est-à-dire de ne pas être obligé de faire telle ou telle chose, mais aussi la liberté de prendre part à la vie publique. L'égalité des conditions renvoie à la citoyenneté.
Comment recréer les liens entre les êtres humains que la démocratie, par l'égalité des conditions, tend à détruire, sans contredire l'égalité ? C'est à partir de cette question que Tocqueville va développer un « libéralisme aristocratique ».
Comme Rousseau ou Montesquieu, Tocqueville répond à cette question d'une part en enracinant le citoyen dans la vie politique par la décentralisation, les associations, etc. (Cf : fédéralisme, démocratie directe et participative[réf. souhaitée]) ; et d'autre part par des contre-pouvoirs d'esprits aristocrates, notamment par le rôle joué par le pouvoir judiciaire.

« Armé du bras droit de déclarer les lois inconstitutionnelles, le magistrat américain pénètre sans cesse dans les affaires politiques. Il ne peut pas forcer le peuple à faire des lois, mais du moins il le contraint à ne point être infidèle à ses propres lois et à rester d'accord avec lui-même. »

— Alexis de Tocqueville dans Démocratie en Amérique (Œuvre complète, vol. I, p. 280)

#### La société démocratique
La nouvelle société est mobile, matérialiste et assure différemment l'intégration de ses membres. Dans la société aristocratique, les positions sociales sont figées. Or pour Tocqueville, à partir du moment où il n'existe plus aucun obstacle juridique ou culturel au changement de position sociale, la mobilité sociale (ascendante ou descendante) devient la règle. La transmission de l'héritage ne suffit plus à maintenir un niveau social et la possibilité de s'enrichir se présente à tous. La société démocratique apparaît comme une société où les positions sociales sont constamment redistribuées. Cette société ouverte permet une transformation de la stratification sociale, des normes et des valeurs. Dans une société où les positions sociales sont héréditaires, chaque classe pouvait développer des traits communs suffisamment marqués pour lui permettre d'affirmer des valeurs propres. En revanche, dans la société démocratique, les traits culturels de chaque classe s'estompent au profit d'un goût commun pour le bien-être. Ce matérialisme s'affirme lorsque l'accès à la richesse devient possible pour les pauvres et que l'appauvrissement menace les riches.

#### Les dynamiques de la société démocratique
Tocqueville va montrer les mécanismes par lesquels on tend vers l'état de la société : l'égalité est un principe, l'égalisation un processus. La question est de savoir comment et pourquoi la société démocratique est appelée à suivre un tel mouvement.
Pour Tocqueville si l'égalité est hors d'atteinte, c'est pour deux raisons : d'une part les hommes sont naturellement inégaux, d'autre part, le fonctionnement de la société démocratique est lui-même à l'origine de mouvements inégalitaires. L'inégalité naturelle des individus fait que certains possèdent diverses aptitudes intellectuelles ou physiques. Or en démocratie, c'est l'intelligence qui est la première source des différences sociales. Il y a une institutionnalisation des inégalités fondées sur le mérite, on parle donc de méritocratie. Si les dispositions intellectuelles ne sont pas équivalentes, il est possible par l'instruction d'égaliser les moyens de leur mise en œuvre.
La société démocratique se caractérise par la mobilité sociale et la recherche du bien-être matériel. Pour des raisons diverses comme les inégalités naturelles, certains réussiront mieux que d'autres. Il y a donc un paradoxe puisque l'égalité des conditions conduit à alimenter les inégalités économiques. Si les membres de la société démocratique cherchent à s'enrichir, c'est aussi pour se différencier socialement. Il y a donc la conjonction de deux mouvements : une aspiration égalitaire (conscience collective) et une aspiration inégalitaire (conscience individuelle). L'homme démocratique désire l'égalité dans le général et la distinction dans le particulier.
La société démocratique est de cette manière traversée par des forces divergentes. D'une part, un mouvement idéologique irréversible qui pousse vers toujours plus d'égalité et d'autre part, des tendances socio-économiques qui font que les inégalités se reconstituent sans cesse.

#### La tyrannie de la majorité
Il défend la démocratie tout en identifiant les risques de dérive qui lui sont inhérents. Tocqueville souligne notamment l'évolution possible de la démocratie vers une dictature de la majorité au nom de l'égalité. Il insiste aussi sur le rôle essentiel des corps intermédiaires et la décentralisation des pouvoirs et se positionne en opposition au jacobinisme centralisateur. Il identifie enfin le fait que la démocratie peut favoriser, par perte du lien social, les comportements individualistes contraires aux intérêts de la société dans son ensemble. Tocqueville est l'une des plus grandes références de la philosophie politique libérale.

« Il y a en effet une passion mâle et légitime pour l’égalité qui excite les hommes à vouloir être tous forts et estimés. Cette passion tend à élever les petits au rang des grands ; mais il se rencontre aussi dans le cœur humain un goût dépravé pour l’égalité, qui porte les faibles à vouloir attirer les forts à leur niveau, et qui réduit les hommes à préférer l’égalité dans la servitude à l’inégalité dans la liberté. »

— Alexis de Tocqueville - De la démocratie en Amérique, T. I, première partie, chap. III (Vrin).
C'est dans le renoncement à la liberté que se trouve le danger majeur pour la société démocratique. Le premier risque est celui de la tyrannie de la majorité : la démocratie se caractérise par la règle de la majorité qui veut que, par le vote, la décision soit celle du plus grand nombre. Tocqueville relève que la démocratie comporte le risque d'une toute-puissance de la majorité. Parce qu'il s'exerce au nom du principe démocratique, un pouvoir peut s'avérer oppressif à l'égard de la minorité qui a nécessairement tort puisqu'elle est minoritaire. Il est évident que le vote traduit des divergences d'intérêt et de convictions au sein de la société. Il peut ainsi se faire que la poursuite de l'égalité s'exerce au détriment exclusif d'une partie de la population. Selon Tocqueville la démocratie engendrerait le conformisme des opinions dans la société à cause de la moyennisation de la société. Ainsi il dénonce l'absence d'indépendance d'esprit et de liberté de discussion en Amérique. Quand toutes les opinions sont égales et que c'est celle du plus grand nombre qui prévaut, c'est la liberté de l'esprit qui est menacée avec toutes les conséquences qu'on peut imaginer pour ce qui est de l'exercice effectif des droits politiques. La puissance de la majorité et l'absence de recul critique des individus ouvrent la voie au danger majeur qui guette les sociétés démocratiques : le despotisme.
C'est le deuxième risque des sociétés démocratiques selon Tocqueville. Les hommes démocratiques sont dominés par deux passions : celles de l'égalité et du bien-être. Ils sont prêts à s'abandonner à un pouvoir qui leur garantirait de satisfaire l'un et l'autre même au prix de l'abandon de la liberté. Les hommes pourraient être conduits à renoncer à exercer leur liberté pour profiter de l'égalité et du bien-être. Les individus pourraient remettre de plus en plus de prérogatives à l'État. Dans les sociétés démocratiques, il est plus simple de s'en remettre à l'État pour assurer une extension de l'égalité des conditions dans le domaine politique qui est encadré par les lois. C'est l'État qui a pour charge leur élaboration et leur mise en œuvre. À partir de là, l'État peut progressivement mettre les individus à l'écart des affaires publiques. Il peut étendre sans cesse les règles qui encadrent la vie sociale. Le despotisme prend la forme d'un contrôle. On arrive ainsi à l'égalité sans la liberté.
La société démocratique transforme le lien social en faisant émerger un individu autonome. C'est une source de fragilisation qui peut déboucher sur une attitude de repli sur soi. Tocqueville va montrer que l'individualisme peut naître de la démocratie. La démocratie brise les liens de dépendance entre individus et entretient l'espérance raisonnable d'une élévation du bien-être ce qui permet à chaque individu ou à chaque famille restreinte de ne pas avoir à compter sur autrui. Il devient parfaitement possible pour son existence privée de s'en tenir aux siens et à ses proches.

« L'individualisme est un sentiment réfléchi qui dispose chaque citoyen à s'isoler de la masse de ses semblables de telle sorte que, après s'être créé une petite société à son usage, il abandonne volontiers la grande société à elle-même »

— Alexis de Tocqueville - De la démocratie en Amérique.
En choisissant de se replier sur ce que Tocqueville appelle « la petite société », les individus renoncent à exercer leurs prérogatives de citoyen. L'égalisation des conditions en rendant possible l'isolement vis-à-vis d'autrui remet en cause l'exercice de la citoyenneté. Le premier danger de la société démocratique est de pousser les citoyens à s'exclure de la vie publique. La société démocratique peut donc conduire à l'abandon de leur liberté par ses membres, parce qu'ils sont aveuglés par les bienfaits qu'ils attendent de toujours plus d'égalité directement ou indirectement. Tocqueville souligne que l'égalité sans la liberté n'est en aucun cas satisfaisante. L'accepter c'est se placer dans la dépendance.
Selon Tocqueville, une des solutions pour dépasser ce paradoxe, tout en respectant ces deux principes fondateurs de la démocratie, réside dans la restauration des corps institutionnels intermédiaires qui occupaient une place centrale dans l'Ancien Régime (associations politiques et civiles, corporations, etc.). Seules ces instances qui incitent à un renforcement des liens sociaux, peuvent permettre à l'individu isolé face au pouvoir d'État d'exprimer sa liberté et ainsi de résister à ce que Tocqueville nomme « l'empire moral des majorités ». En ce sens, Tocqueville se montre critique envers une trop forte centralisation des pouvoirs (gouvernementaux et administratifs), qui selon lui « habitue les hommes à faire abstraction complète et continuelle de leur volonté ; à obéir, non pas une fois et sur un point, mais en tout et tous les jours ». Ainsi, il fait à l'inverse l'éloge du système communal américain de l'époque (tout particulièrement celui de la Nouvelle-Angleterre, celui-ci étant plus important que dans les États plus au sud) où, par le biais des assemblées communales (ou citoyennes), la population a l'occasion d'exercer directement un pouvoir politique. Il affirme ainsi que « c'est […] dans la commune que réside la force des peuples libres. Les institutions communales sont à la liberté ce que les écoles primaires sont à la science ; elles la mettent à la portée du peuple ; elles lui en font goûter l'usage paisible et l'habituent à s'en servir », concluant que « sans institutions communales une nation peut se donner un gouvernement libre, mais elle n'a pas l'esprit de la liberté ».

#### Le changement social
Pour Tocqueville, le changement social résulte de l'aspiration à l'égalité des hommes.
Pour lui, si l'humanité doit choisir entre la liberté et l'égalité, elle tranchera toujours en faveur de la seconde, même au prix d'une certaine coercition, du moment que la puissance publique assure le minimum requis de niveau de vie et de sécurité.

L'enjeu, toujours d'actualité, est l'adéquation entre cette double revendication de liberté et d'égalité : 

« Les nations de nos jours ne sauraient faire que dans leur sein les conditions ne soient pas égales ; mais il dépend d'elles que l'égalité les conduise à la servitude ou à la liberté, aux lumières ou à la barbarie, à la prospérité ou aux misères. »

Pour Tocqueville, la société démocratique caractérisée par l'égalité des conditions est l'aboutissement du changement social. Pour lui, le « sens » de l'histoire conduit de la société féodale des castes à la société démocratique.

### Révolution française
Tocqueville consacre les cinq dernières années de sa vie à sa seconde grande œuvre, L'Ancien Régime et la Révolution. Il veut expliquer l'apparition et l'enchaînement des événements révolutionnaires, et commence donc par chercher à comprendre la société d'Ancien Régime, son gouvernement, son administration et sa centralisation. Il s'installe à Tours où il travaille sur les archives. La première partie du livre paraît en 1856, mais il meurt avant d'avoir pu achever la seconde.
Dans son ouvrage L'Ancien Régime et la Révolution, Tocqueville montre que la Révolution de 1789 ne constitue nullement une rupture dans l'Histoire de France. Selon lui, l'Ancien Régime s'inscrit déjà dans le processus d'égalisation des conditions qui s'explique par deux évolutions complémentaires :
- d'une part, sur le plan institutionnel, la France pré-révolutionnaire est marquée par la remise en cause progressive du pouvoir de la noblesse par l'État (on assiste par exemple à un accroissement du pouvoir des intendants aux dépens des seigneurs). Cependant, son étude sur les intendants ne se fonde que sur la généralité de Tours, proche de Paris et fidèle au pouvoir royal. Cette idée de centralisation avec l'intendance doit donc être nuancée (comme montré par les travaux d'Emmanuelli notamment).

Dans son annexe, il fait de l'activité du Parlement du Languedoc sous l'Ancien Régime un exemple ;
- d'autre part, sur le plan des valeurs, Tocqueville rend compte de la montée de l'individualisme sociologique qui place l'individu-citoyen et avec lui le concept d'égalité au centre des préoccupations morales et politiques (Jean-Jacques Rousseau : Discours sur l'origine de l'inégalité parmi les hommes).

C'est la convergence de ces deux logiques qui rend de plus en plus inacceptable l'inégalité des conditions : « le désir d'égalité devient toujours plus insatiable à mesure que l'égalité est plus grande. »
Il en conclut que le progrès de l'égalité a précédé la Révolution française ; il en est une des causes et non une de ses conséquences :

« Tout ce que la Révolution a fait, se fût fait, je n'en doute pas, sans elle ; elle n'a été qu'un procédé violent et rapide à l'aide duquel on a adapté l'état politique à l'état social, les faits aux idées, les lois aux mœurs. »

### Réforme des prisons
Tocqueville est partisan d'une réforme des prisons, qu'il défendra dans le livre sur le système pénitentiaire, écrit avec Gustave de Beaumont, après leur voyage en Amérique : Du système pénitentiaire aux États-Unis et de son application (1833). Cet objectif ne sera réalisé en France qu'à la fin du XIXe siècle. Plus encore que l'amendement du prisonnier, son objectif majeur en matière de politique pénale est la protection de la société. Il est également un des membres fondateurs de la colonie pénitentiaire de Mettray pour jeunes mineurs délinquants. Mettray est « le modèle où se concentrent toutes les technologies coercitives du comportement… ». C'est la face sombre, occultée, de ce libéral démocrate.

### Algérie
Partisan du colonialisme, légitimant l'expansion française en Afrique du Nord (1841-1846) dans de nombreux écrits tels que Travail sur l'Algérie (1841) et Rapport sur l'Algérie (1847), il s'oppose à l'application du régime militaire en Algérie (1848) et critique fermement les excès de la colonisation. Il défend l'abolition de l'esclavage dans les colonies (1839), sous réserve de l'indemnisation des propriétaires d'esclaves.
Parallèlement, Tocqueville refuse les considérations de la thèse de Joseph Arthur de Gobineau (Essai sur l'inégalité des races humaines). Sceptique et hanté par la corruption de la démocratie et le déclin des valeurs aristocratiques, il défendra aussi une vision « de la puissance et de la grandeur nationale », annonçant le « nationalisme du siècle suivant ». Concernant la politique étrangère, la vision globale de Tocqueville ministre des Affaires étrangères pendant quelques mois en 1849, peu connue et peu commentée, est que l'équilibre européen passe par une réunification politique des États allemands et une entente politique entre la France et ces derniers.

## Réception et postérité
Tocqueville est célèbre pour ses analyses de la Révolution française, de la démocratie américaine et de l'évolution des démocraties occidentales en général. Raymond Aron et Raymond Boudon entre autres, ont mis en évidence son apport à la sociologie,. François Furet, quant à lui, a mis en avant la pertinence de son analyse de la Révolution française. Son œuvre a eu une influence considérable sur le libéralisme et la pensée politique, au même titre que celles de Hobbes, Montesquieu, et Rousseau.

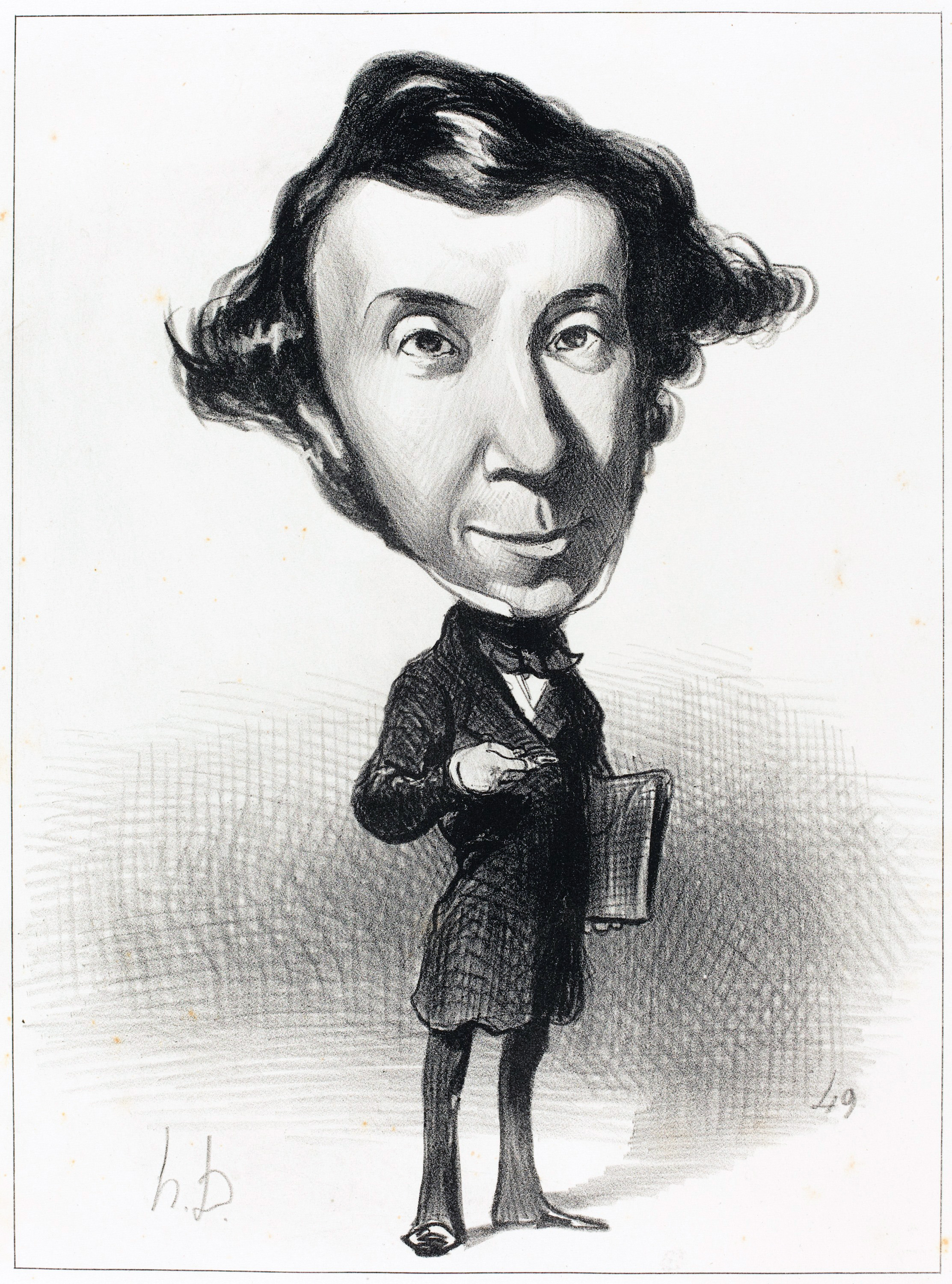
Caricature par Honoré Daumier (1849).

La publication de De la Démocratie en Amérique procure à Tocqueville une grande renommée. Le premier tome est un succès d'édition, qui nécessite plusieurs rééditions, et récolte de glorieuses critiques, en France et à l'étranger.
Sous-estimée en France pendant plusieurs décennies, notamment en raison de sa qualité de libéral qui l'a disqualifié aux yeux de nombreux intellectuels français, mais toujours lue surtout aux États-Unis et par les catholiques français (ou Européens) ralliés à la démocratie et les libéraux, l'œuvre de Tocqueville fut remise à l'honneur, d'une part par le déclin idéologique et politique du socialisme, d'autre part par la mutation de la vie intellectuelle des sociétés après la Seconde Guerre mondiale. Une autre raison de la longue disqualification de son œuvre, selon Jean-Louis Benoît, a été sa position en faveur du rapprochement franco-allemand. Raymond Aron, dans les années cinquante (notamment dans son Essai sur les libertés), sut reconnaître en Tocqueville un précurseur. Par la suite, le « tocquevillisme français » est devenu une référence dans différents horizons ou disciplines. Les historiens François Furet, André Jardin, Pierre Birnbaum, les philosophes Pierre Manent, Claude Lefort, Marcel Gauchet, Jean-Louis Benoît et les sociologues Louis Dumont, Raymond Boudon contribuèrent à faire comprendre la richesse de l'œuvre de Tocqueville. Plus récemment, le monde juridique a également redécouvert Tocqueville, non seulement en raison de sa profession d'avocat, mais également pour ses contributions au droit constitutionnel, français en 1848 et américain.
Il a influencé divers penseurs en France, tels que Hippolyte Taine, Frédéric Le Play, ou Georges Sorel. Il a échangé des correspondances avec Joseph Arthur de Gobineau, précisant qu'il ne partageait pas l'ensemble de ses thèses en particulier son fatalisme. Mais c'est sans doute à l'étranger que Tocqueville a été le plus estimé de son vivant et au XXe siècle : en Angleterre, par ses amis John Stuart Mill et Nassau William Senior, Lord Acton, Harold Laski, en Allemagne, avec Georg Simmel, Jacob Burckhardt, Ferdinand Tönnies, voire Max Weber, et Wilhelm Dilthey. En Norvège, il a influencé Jon Elster.
Aux États-Unis, il reste régulièrement cité par l'ensemble de la classe politique gouvernementale ou fédérale, suscitant des travaux et publications (David Riesman, Richard Sennett, et le conservateur Robert Nisbet), mais aussi des retraductions et des controverses. Ainsi, en l’an 2000, la retraduction de De la démocratie en Amérique par Harvey Mansfield et Delba Winthrop, provoque d'importantes discussions et parfois même des altercations, Tocqueville se voyant étiqueté comme « penseur de droite ».
La faculté de droit et sciences politiques de l'Université d'Artois en France, est nommée en son honneur : faculté de droit et sciences politiques Alexis de Tocqueville.

## Œuvres

### Publiées de son vivant
- Du système pénitentiaire aux États-Unis et de son application en France, rapport écrit avec Gustave de Beaumont, H. Fournier, 1833
- Mémoire sur le paupérisme, publié dans les Mémoires de la Société académique de Cherbourg, 1835
- De la démocratie en Amérique, première partie, Gosselin, 1835
- De la démocratie en Amérique, seconde partie, Gosselin, 1840
- L'Ancien Régime et la Révolution, Michel Lévy frères, 1856

### Publiées à titre posthume
- Quinze Jours au désert, récit d'un périple aux confins de l'avancée de la civilisation européenne, au contact de la forêt primitive, entrepris lors de son séjour américain en 1831-1832, Michel Lévy frères, 1861.
- Regards sur le Bas-Canada, notes de la partie canadienne de son séjour américain en 1831-1832.
- Considérations sur la Révolution, reconstitution à partir de plans, chapitres rédigés, ébauches et notes de ce qui devait être le deuxième volet de son étude consacrée à la Révolution.
- Voyages : Voyage en Sicile et aux États-Unis, Voyage en Angleterre, Irlande, Suisse et Algérie (2 volumes édités en 1957 chez Gallimard).
- Écrits et discours politiques
- Écrits académiques
- Souvenirs Tocqueville raconte, avec humour et ironie, ce qu'il a vécu pendant la révolution de 1848 jusqu'à sa sortie du ministère. Selon sa volonté, ils ne furent publiés (en 1893) qu'après la mort de ceux que cette publication pouvait atteindre ou affliger. Ils nous offrent des morceaux d'anthologie comme le portrait de Louis-Philippe ou le vote au suffrage universel masculin en 1848 à Saint-Pierre-Église dans la Manche.
- Correspondance Comprend à ce jour 17 volumes dans l'édition des Œuvres complètes chez Gallimard (1951-2021). Citons, outre la correspondance familiale, les correspondances avec Gustave de Beaumont (3 volumes), Louis de Kergorlay (2 volumes), Arthur de Gobineau, Royer-Collard, etc.

Certains des ouvrages d' Alexis de Tocqueville sont disponibles sur le site de la BNF :
- De la démocratie en Amérique
- L'Ancien Régime et la Révolution
- Du Système pénitentiaire aux États-Unis et de son application en France, suivi d'un appendice sur les colonies pénales et de notes statistiques
- Œuvres complètes (en 9 volumes)

### Travail éditorial sur ses œuvres
- Œuvres complètes, papiers et correspondances, 30 volumes, dir. Jacob-Peter Mayer, Gallimard, 1951-2021
- Œuvres, 3 volumes, t. I : Voyages, Écrits politiques et Écrits académiques ; t. II : De la démocratie en Amérique I et II ; t. III : L'Ancien Régime et la Révolution, Considérations sur la Révolution, Souvenirs, dir. André Jardin, Gallimard, Bibliothèque de la Pléiade, 1991-2004, rééd. 2008
- Alexis de Tocqueville, Textes essentiels, Anthologie critique, présentation de Jean-Louis Benoît, Pocket, 2000
- Alexis de Tocqueville, Textes économiques, Anthologie critique, présentation de Jean-Louis Benoît, Pocket, 2005
- Tocqueville, notes sur le Coran et autres textes sur les religions, présentation de Jean-Louis Benoît, Bayard, 2007

#### Études générales
- Pierre Gouirand, « Tocqueville et l'Action française », Apopsix, 2013  (ISBN 978-2-35979-071-9)
- Raymond Aron, « Tocqueville retrouvé » in Essai sur les libertés, Paris, Calmann-Lévy, 1965.
- Jean-Louis Benoît, « Comprendre Tocqueville », Paris, Armand Colin, 2004.
- Jean-Louis Benoît, « Tocqueville moraliste », Champion, coll. « Romantisme et Modernités », mai 2004
- Jean-Louis Benoît, « Tocqueville, un destin paradoxal », Bayard, collection Biographies, mai 2005
- Jean-Louis Benoît, « Tocqueville », Perrin, collection Tempus, mai 2013.
- Jean-Louis Benoît, « Dictionnaire Tocqueville », Nuvis, juin 2017.
- Pierre Birnbaum, Tocqueville, Paris, PUF, 1970, collection "Sup".
- Raymond Boudon, Tocqueville aujourd’hui, Paris, Odile Jacob, 2005, 300 p. (ISBN 978-2-7381-1549-2, BNF 39966080, présentation en ligne).
- Jacques Coenen-Huther, Tocqueville, Paris, PUF, coll. « Que sais-je ? », no 3213, 1997, 127 p.  (ISBN 2-13-048025-X).
- Claude Corbo, Tocqueville chez les perdants, Montréal, Del Busso Éditeur, 2016, 200 p.
- Arnaud Coutant, Tocqueville et la constitution démocratique, Paris, Mare et Martin, 2008, 680 p.
- Louis Dumont, Homo hierarchicus. Le système des castes et ses implications, (1966), Paris, Gallimard, 1979.
- Seymour Drescher, Tocqueville and England, Cambridge, Harvard University Press, 1964, viii-263 p.; Dilemmas of Democracy : Tocqueville and Modernization, University of Pittsburgh Press, 1964.
- François Furet, « Tocqueville et le problème de la révolution française », in Penser la Révolution française ; le système conceptuel de De la démocratie américaine. Paris, Gallimard, 1978.
- Edward T. Gargan, Alexis de Tocqueville: the critical years, 1848-1851, Dissertation, Catholic University of America, 1955.
- Helmut Göring, Tocqueville und die Demokratie
- Laurence Guellec, Tocqueville et les langages de la démocratie, Honoré Champion, 2004.
- André Jardin, Alexis de Tocqueville : 1805-1859, Paris, Hachette, 1984, 582 p.  (ISBN 2-01-004710-9)
- Lucien Jaume, Tocqueville : Les sources aristocratiques de la liberté, Fayard, 2008, 473p.,  (ISBN 978-2-213-63592-7)
- Éric Keslassy, Le libéralisme de Tocqueville à l'épreuve du paupérisme, Paris, L'Harmattan, 2000, 285 p.  (ISBN 2-7384-9221-5)
- Christine Kerdellant, Alexis ou la vie aventureuse du comte de Tocqueville, Robert Laffont, 2015, 480 p.
- Brigitte Krulic, Tocqueville, Folio-biographie N° 129, Gallimard, 2016.
- Jean-Claude Lamberti, La notion d’individualisme chez Tocqueville, Paris, Presses universitaires de France, 1970, 86 p.; Tocqueville et les deux démocraties, Paris, Presses universitaires de France, 1983, 325 p.
- Gilles Le Béguec, Tocqueville et la modernité politique, Tulle, Mille Sources, 2006.
- Jack Lively, The Social and Political Thought of Alexis De Tocqueville. Oxford, Clarendon Press, 1962.
- Pierre Manent, Tocqueville et la nature de la démocratie, Paris, Fayard, 1993, 181 p.  (ISBN 2-213-03036-7) (rééd. collection Tel, Paris, Gallimard, 2006).
- J.-P. Mayer, Alexis de Tocqueville, Paris, Gallimard, 1948, 187 p.
- Françoise Mélonio, Tocqueville et les Français, Paris, Aubier Montaigne, 1993, 408 p.  (ISBN 2-7007-2244-2)
- Françoise Mélonio, Charlotte Manzini, L'Abécédaire d'Alexis de Tocqueville, Éditions de l'Observatoire, Paris, 2021
- Olivier Meuwly, Liberté et société : Constant et Tocqueville face aux limites du libéralisme moderne, Genève, Droz, 2002, 258 p.  (ISBN 2-600-00630-3)
- Antoine Redier, Comme disait Monsieur de Tocqueville…
- Gilles de Robien, Alexis de Tocqueville, Paris, Flammarion, 2000.
- Pierre-René Roland-Marcel, Essai politique sur Alexis de Tocqueville le libéral, le démocrate, l'homme public. Thèse pour le doctorat. Paris, F. Alcan, 1910. 514 p.
- James T. Schleifer, The making of Tocqueville’s Democracy in America, Chapel Hill, University of North Carolina Press, 1980, xxv-387 p.; réed. Indianapolis, Liberty Fund Inc., 2000, xxvi-411 p. ; le livre du centenaire
- John Stuart Mill, Essais sur Tocqueville et la société américaine, Paris, Vrin, 1994, 222 p. (ISBN 978-2-7116-1179-9, BNF 35703828, présentation en ligne).
- George Wilson Pierson, Tocqueville in America, Garden City-New-York, Doubleday, 1959, 506 p.

#### Compléments monographiques
- Serge Audier, Tocqueville retrouvé : genèse et enjeux du renouveau tocquevillien, Paris, Vrin, 2004,  (ISBN 2-7116-1630-4).
- Benjamin Barber, Démocratie forte, Paris, Desclée de Brouwer, 1997, trad. par Piningre J.-L.
- Jean-Louis Benoît, Nicole Fréret et Christian Lippi, Mémoires d’Hervé Clérel, comte de Tocqueville, archives départementales, Maison de l’histoire de la Manche, conseil départemental de la Manche, 2019.
- Jean-Louis Benoît, Nicole Fréret et Christian Lippi, Tocqueville et les siens, Éditions tocquevilliennes, Chicoutimi (Québec), 2019.
- John Patrick Diggins, The Lost Soul of American Politics. Virtue, Self-Interest, and the Foundations of Liberalism.
- Jon Elster, Psychologie Politique, Paris, Minuit, 1990.
- Robert Legros, L’idée d’humanité. Introduction à la phénoménologie, Laval théologique et philosophique, vol. 46, no 3, 1990, p. 419-420.
- Claude Lefort, Essais sur le politique ; Écrire, Paris, 1992.
- Michael Hereth, Die Gefährdung der Freiheit in der Democratie.
- Gilles Lipovetsky, L'Ère du vide, (1983), Paris, Gallimard, 1993.
- Robert Nisbet, La tradition sociologique.
- Alain Renaut, L'Ère de l'individu, (1989), Paris, Gallimard, 1991.
- Sandel, Democracy's Discontent, Cambridge, Havard University Press, 1996 Œuvres complètes, 18 t. Paris, Gallimard, 1951-1983.

#### Articles d’encyclopédie
- Philippe Raynaud, « Tocqueville », in Philippe Raynaud et Stéphane Rials (dir.), Dictionnaire de philosophie politique, Paris, PUF, coll. « Grands dictionnaires », 1998. Réédition 2003.
- André Enegren, « Tocqueville, Alexis, de 1805-1859 », in Denis Huisman (dir.), Dictionnaire des philosophes, Paris, PUF, coll. « Quadrige dicos poche », 2009.
- Serge Audier, « Alexis de Tocqueville », in Sylvie Mesure, Patrick Savidan (dir.), PUF, coll. « Quadrige dicos poche », 2006.
- Georges Burdeau, Article « Tocqueville » in Encyclopédie Universalis
- Éric Letonturier, « De la démocratie en Amérique, Alexis de Tocqueville » in Encyclopédie Universalis
- François Furet : Notice « De la démocratie en Amérique » in Olivier Duhamel, Dictionnaire des œuvres politiques, PUF, coll. « Quadrige dicos poche », 2001

#### Articles dans une revue scientifique à comité de lecture
- Raymond Aron, « Tocqueville retrouvé » ; « La définition libérale de la liberté : A. de Tocqueville et K. Marx », Archives européennes de sociologie, 1964
- Jean-Philippe Feldman, « Alexis de Tocqueville et le fédéralisme américain », Revue du droit public et de la science politique en France et à l'Étranger, n° 4 (20 juin 2006) : 879-901.
- Marcel Gauchet, « Alexis de Tocqueville, l'Amérique et nous », Libre. Politique - anthropologie - philosophie, no 7, mars 1980, p. 43-120.
- Claude Lefort, « De l'égalité à la liberté. Fragment d'interprétation de la démocratie en Amérique », Libres, no 3.
- James T. Schleifer, « Alexis de Tocqueville », Revue internationale de philosophie, no 49, 1959.
- Laurence Guellec (éditeur), « Tocqueville et l’esprit de la démocratie », La Revue Tocqueville, numéro spécial bicentenaire 1805-2005, vol. 26, Paris, Presses de Sciences Po, 2005, 531 p.
- La Revue Tocqueville, depuis 1979, semestriel (1979-1984, 1992-), biannuel (1985-1991), Tocqueville Society, Rochester, MN.

#### Articles de vulgarisation
- Collectif, Magazine littéraire, numéro spécial « Tocqueville », décembre 1986.
- « Tocqueville ou comment envisager le devenir de la démocratie », conférence de Mme Brigitte Krulic (compte rendu réalisé par Jean-François Bacot) in Idées économiques et sociales, n° 189, sept. 2017.

#### Bandes dessinées
- Tocqueville en Amérique (Lulu, 2015) de Jérôme Blanc.
- Tocqueville vers un nouveau monde (Casterman) de Kévin Bazot (2016) est une adaptation BD du récit Quinze jours dans le désert de Tocqueville, publié deux ans après sa mort.

#### Bases de données
- Ressources relatives à la recherche :   - Académie des sciences morales et politiques
  - Les Classiques des sciences sociales
  - La France savante
  - Isidore
- Ressources relatives à la vie publique :   - base Léonore
  - Documents diplomatiques suisses 1848-1975
  - Base Sycomore
- Ressources relatives à plusieurs domaines :   - Radio France
  - Répertoire du patrimoine culturel du Québec
- Ressource relative à la littérature :   - Académie française (membres)
- Ressource relative à la santé :   - Bibliothèque interuniversitaire de santé
- Ressource relative au spectacle :   - Les Archives du spectacle
- Ressource relative à la bande dessinée :   - BD Gest'
- Notices dans des dictionnaires ou encyclopédies généralistes :   - American National Biography
  - Britannica
  - Brockhaus
  - Den Store Danske Encyklopædi
  - Deutsche Biographie
  - Dizionario di Storia
  - Enciclopedia italiana
  - Gran Enciclopèdia Catalana
  - Hrvatska Enciklopedija
  - Internetowa encyklopedia PWN
  - Nationalencyklopedin
  - Store norske leksikon
  - Treccani
  - Universalis
  - Visuotinė lietuvių enciklopedija
- Notices d'autorité :   - VIAF
  - ISNI
  - BnF (données)
  - IdRef
  - LCCN
  - GND
  - Italie
  - Japon
  - CiNii
  - Espagne
  - Belgique
  - Pays-Bas
  - Pologne
  - Israël
  - NUKAT
  - Catalogne
  - Suède
  - Vatican
  - WorldCat